# VIII съезд Трудовой партии Кореи
VIII съезд Трудово́й па́ртии Коре́и (кор. 조선로동당 제8차 대회?, 朝鮮勞動黨 第8次大會?) состоялся в Пхеньяне 5—12 января 2021 года. Съезд отметился, прежде всего, избранием Ким Чен Ына генеральным секретарём ЦК ТПК.
Форум не привёл к кардинальным изменениям политического курса и экономической стратегии ТПК. Партия подтвердила свою приверженность социализму «корейского образца».

## Подготовка к съезду
Официально о намерении проведения съезда было впервые объявлено 20 августа 2020 года на VI Пленуме ЦК Трудовой партии Кореи 7-го созыва. При этом Председатель ТПК Ким Чен Ын отметил, что на восьмом съезде партии будет обнародован новый пятилетний план экономического развития КНДР.
В преддверии съезда партии, на XIX заседании Политбюро ЦК ТПК 7-го созыва, 5 октября 2020 года было объявлено о начале кампании «80-дневной трудовой вахты» — периода форсированного развития хозяйства страны посредством массовой мобилизации её трудовых ресурсов. «Трудовая вахта» была призвана трудовыми успехами встретить съезд и простимулировать дальнейшее развитие экономики КНДР. Кампания стартовала 12 октября и завершилась 30 декабря 2020 года. На следующий день официальные СМИ заявили о том, что «80-дневная трудовая вахта» увенчалась громким успехом.
30 декабря 2020 года состоялась торжественная церемония вручения удостоверений делегатам VIII съезда ТПК.

## Повестка дня
В повестку дня съезда были включены следующие вопросы:
1. Отчётный доклад ЦК ТПК (докладчик — Ким Чен Ын)[11].
2. Отчётный доклад Центральной ревизионной комиссии ТПК.
3. Изменения в уставе ТПК.
4. Выборы центральных руководящих органов ТПК.

## Основные решения съезда
На съезде прошли выборы в руководящие органы партии, был принят пятилетний план экономического развития страны, и Ким Чен Ын был избран генеральным секретарём ЦК.
Помимо прочего, в устав Трудовой партии Кореи был внесён ряд изменений и дополнений:
- Чётко определена программа-максимум партии — «преобразование всего общества на основе кимирсенизма-кимчениризма».
- Установлена периодичность съездов — все последующие отныне будут созываться каждые пять лет[13].
- Должности председателя и зампредседателя парткома всех инстанций получили наименования «секретарь» и «заместитель секретаря» соответственно.
- Исполнительный политический совет был преобразован в Секретариат, а отделы Исполнительного политического совета — в отделы Секретариата[2].
- Распущена контрольная комиссия ЦК, её функции переданы Центральной ревизионной комиссии.

Партийный форум также подчеркнул необходимость вытеснения государством частного сектора из сфер, где его присутствие все ещё довольно велико: ресторанный и бытовой сервис, торговое обслуживание.

## Особенности съезда
Отчётный доклад ЦК ТПК съезду был посвящён в основном не достигнутым успехам, а вскрытию недостатков, воспрепятствовавших выполнению задач, поставленных VII съездом Трудовой партии Кореи в 2016 году. Так, Ким Чен Ын заявил, что пятилетняя стратегия экономического развития за период с 2016 по 2020 год не была выполнена, что очень нетипично для КНДР. Впервые невыполнение плана экономического развития страны было признано северокорейским руководством в декабре 1993 года на XXI Пленуме ЦК ТПК 6-го созыва.
По завершении форума вместо гимна Трудовой партии Кореи впервые за длительное время прозвучал «Интернационал». По мнению корееведа Константина Асмолова, это явилось знаком открытости КНДР к сотрудничеству с международным антиимпериалистическим и социалистическим движением.

## Реакция СМИ
Различные мировые новостные издания растиражировали слова Ким Чен Ына о невыполнении пятилетней экономической стратегии, сделав на основании этого заявления о «больших проблемах» и «провалах» в экономике КНДР, а то и вовсе о «сокрушительном провале» северокорейского экономического плана.